# الصليب الأحمر النمساوي

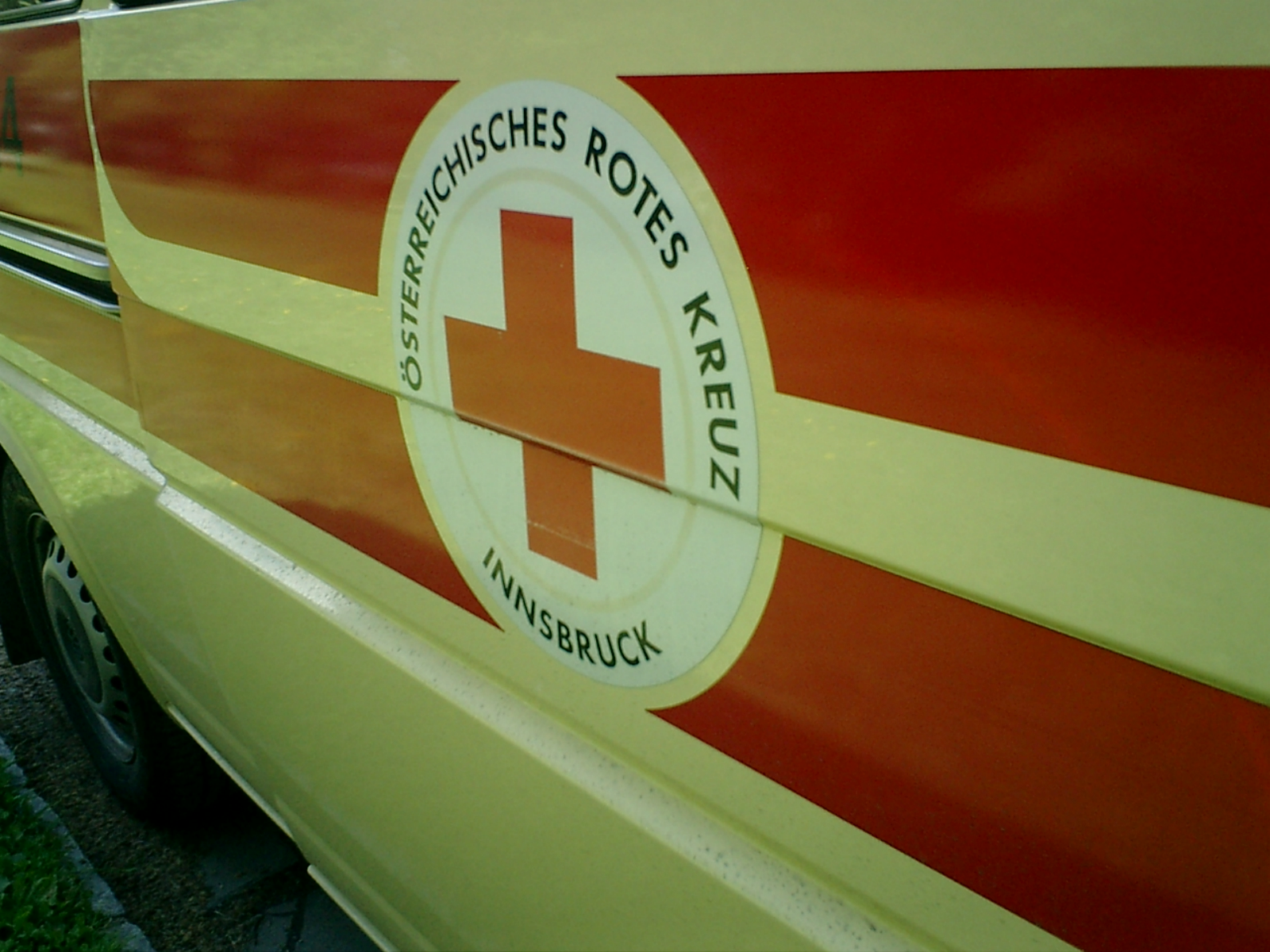
شعار الصليب الأحمر النمساوي في إنسبروك

الصليب الأحمر النمساوي (بالإنجليزية: Austrian Red Cross)‏؛هي الجمعية الطبية الرسمية في دولة النمسا تأسست عام 1880.